# Informer (serie)

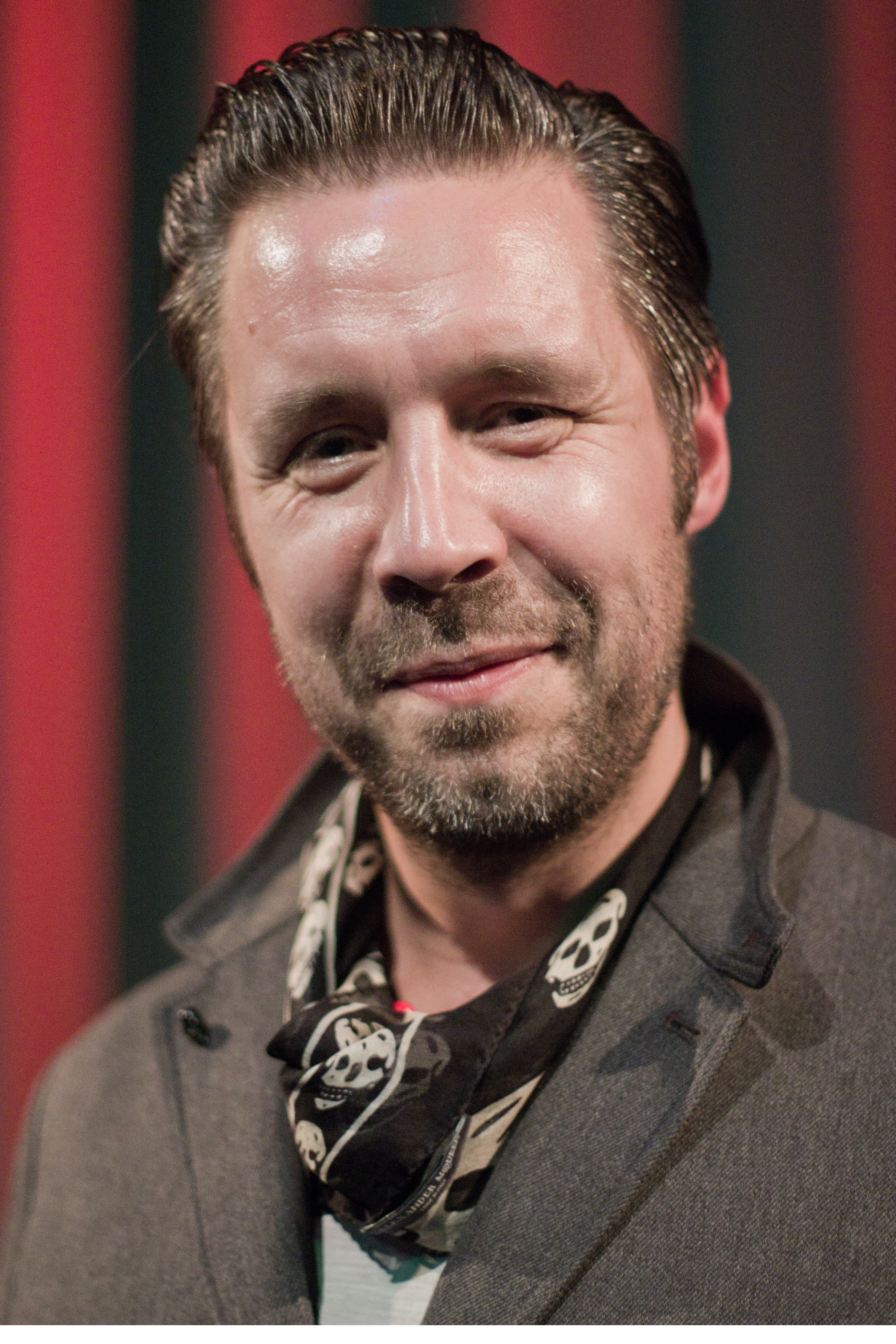
El actor inglés Paddy Considine.

Informer es una serie dramática de la televisión británica, creada y escrita por Rory Haines y Sohrab Noshirvani y producido por Neal Street Productions para la BBC. La serie de seis partes está protagonizada por Paddy Considine, Bel Powley, Nabhaan Rizwan y Jessica Raine . La serie comenzó a transmitirse en BBC One el 16 de octubre de 2018.
Amazon Prime Video acordó un acuerdo de distribución para transmitir el programa fuera del Reino Unido e Irlanda.
El thriller británico llegó a España en 2019. Está disponible en el servicio de vídeo online de RTVE Play.

## Sinopsis
Raza (Nabhaan Rizwan) es un joven londinense pakistaní británico de segunda generación que es obligado a ser informador de Gabe (Paddy Considine), un oficial antiterrorista de la Unidad Especial Antiterrorista, su nuevo papel en la seguridad nacional le conduce a diversas situaciones peligrosas, alianzas y una difícil lucha para equilibrar su vida civil y ser la persona que su familia conoce con la de ser un informante de la policía.

## Reparto
- Paddy Considine como DS Gabe Waters, un oficial antiterrorista de la Unidad Especial Antiterrorista.[8] Atormentado por su pasado trabajo encubierto para la Sección Especial del Met, infiltrándose en un movimiento de extrema derecha en West Yorkshire,[9] lucha por equilibrar su carga de trabajo con tiempo para su esposa e hija.[10]
- Bel Powley como DC Holly Morten, una joven oficial seleccionada recientemente para unirse a la Unidad Especial Contra el Terrorismo y asignada como compañera de Gabe, aunque su naturaleza inquisitiva amenaza su trabajo policial en muchas ocasiones.[11]
- Nabhaan Rizwan como Raza Shar, un paquistaní británico que es obligado por Gabe a trabajar como informante para descubrir información sobre una posible célula relacionada con un ataque terrorista en los Países Bajos.[12]
- Jessica Raine como Emily Waters, esposa de Gabe, aunque inicialmente le es leal y nunca cuestiona su trabajo policial, sus preguntas candentes sobre su trabajo anterior tienen lo que se necesita para hacer que los dos mundos de Gabe choquen y desenreden su vida y su familia.[13]
- Arsher Ali como Imran Aziz, un detective de policía encubierto.[14]
- Sharon D. Clarke como DCI Rose Asante.
- Nell Hudson como Charlotte Humphreys.
- Roger Nsengiyumva como Dadir Hassan, un somalí británico de tercera generación que se hace amigo de Raza como traficante de drogas en el este de Londres, sus supuestas conexiones terroristas son de interés para el trabajo informativo de Raza.[15]
- Sunetra Sarker como Sadia Shar, una ciudadana pakistaní que se hace pasar por la madre de Raza y Nasir. Tras caducar su visa de estudiante por al menos 16 años para criar a los dos después de la muerte de su madre, la amenaza de deportación de Sadia se usa contra Raza para obligarlo a convertirse en informante.[16]
- Stanley Townsend como Geoffrey Boyce, contraparte de DCI Rose Asante.
- Paul Tylak como Hanif Shar, padre de Raza y Nasir. Su personalidad jocosa y sus tendencias alcohólicas enmascaran el dolor por la muerte de su esposa.[17]
- Reiss Jeram como Nasir Shar, hermano menor de Raza, impopular en la escuela y con pocos amigos, un hermano mayor ausente y un padre alcohólico, pronto se deja influenciar fácilmente por Akash.
- Rachel Tucker como Sharon Collins, una mujer de Yorkshire atrapada en el turbio mundo de la policía encubierta.[18]
- Fehinti Balogun como Oficial Cooper
- Arinzé Kene como Sal Brahimi, un exboxeador profesional conocido como "Big Shot", propietario de un gimnasio de boxeo frecuentado por Raza y Dadir, y luego se descubre que es un reclutador de la célula terrorista de Londres.
- Elizabeth Rider como Lady Justice Spencer.
- Robert Whitelock como oficial Worrall.
- Emily Taafe como Megan Morten.
- Olivia Popica como Roxy Novac.

## Producción
La serie fue filmada en gran parte en la ciudad  de Londres. La casa de Raza y la cercana "Bridge Town Estate" ficticia se filmaron principalmente en la finca Thamesmead en el sureste de Londres, así como en Silverlock Estate en Southwark.
El rodaje tuvo lugar en la estación de tren de Shadwell en enero de 2018 y en Brick Lane, Shoreditch. El Silver Building, una antigua fábrica de Carlsberg-Tetley en Docklands Depot en Silvertown, se utilizó como escenario para la sede de la Unidad Especial contra el Terrorismo. El club nocturno Printworks en Rotherhithe se puede ver en el tráiler junto con el salón Delights Hair & Beauty en Rye Lane, Peckham. Otros lugares incluyen Old Crown Courts en Kingston, Bethnal Green Working Men's Club, un restaurante en Fiveways en Sidcup Road en New Eltham y el ferry Thames Clippers.